# Maszyna do fakturowania

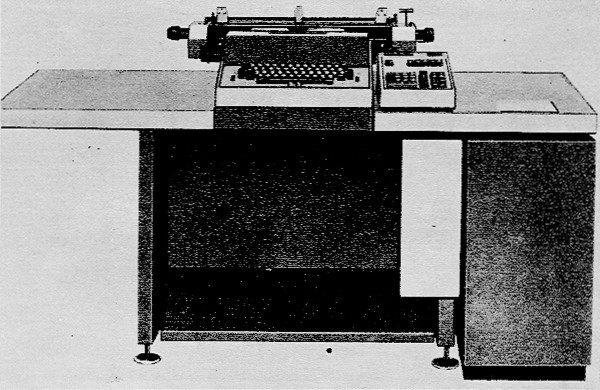

Maszyna do fakturowania – połączenie maszyny do pisania i maszyny kalkulacyjnej. Podstawowym jej zastosowaniem było wystawianie faktur, a sterowanie odbywało się całkowicie ręcznie lub automatycznie programem w tablicy programowej.  Niektóre z nich miały możliwość podłączenia dziurkarki. Zastąpiona została przez automat obrachunkowy, a następnie komputer.